# 민주평화론

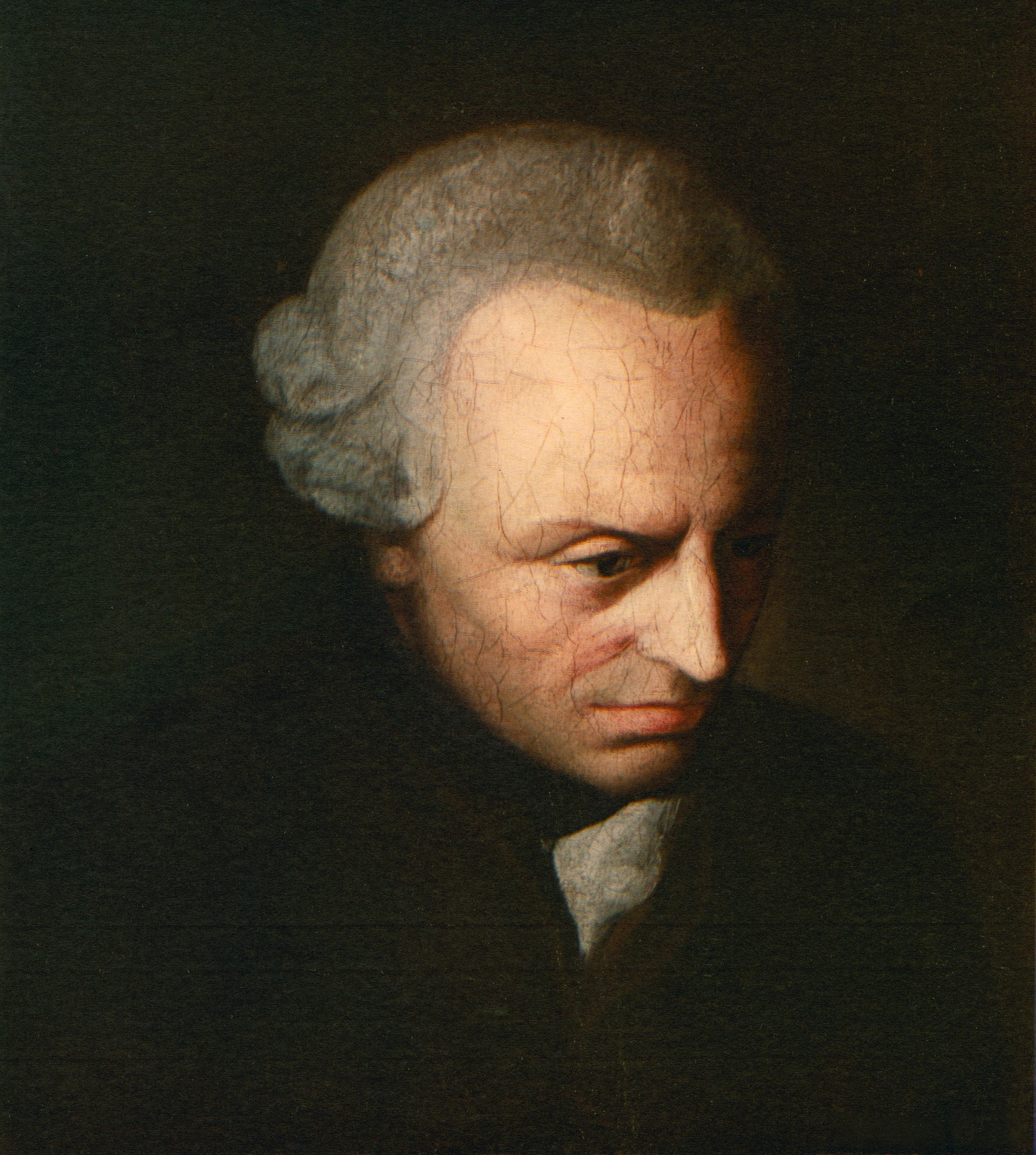
이마누엘 칸트의 영구평화론은 민주평화론의 철학적 기반이다.

민주평화론(民主平和論, Democratic peace theory)은 민주주의 국가들 사이에서는 무력 충돌 가능성이 낮다는 가설을 바탕으로 세계 평화 정착을 모색하는 이론이다. 이마누엘 칸트가 《영구 평화를 위하여. 철학적 논고》(독일어: Zum ewigen Frieden. Ein philosophischer Entwurf)에서 제시한 영구평화론이 사상적 기원이며, 마이클 도일(Michael Doyle) 등에 의해 체계화되었다.
이론은 크게 두 가지 핵심 가정으로 이루어져 있다. 첫 번째 명제는 민주주의 국가들 사이에서 전쟁은 일어나지 않는다는 것이다. 이는 1980년대 통계적으로 본격 분석되어 사실로서 검증되었다. 한편 이것이 민주주의 국가가 아예 전쟁을 하지 않는다는 사실을 의미하지는 않으며, 두 번째 명제는 민주주의 국가와 비민주주의 국가 사이의 전쟁은 일어날 수 있다는 것이다. 평화가 민주주의 국가 하나에서 내재적으로 결정되는 것이 아니라 두 국가간 상호관계에 따라 결정된다는 점을 강조하기 위해 일부 이론가들은 '상호민주평화주의'(mutual democratic pacifism)나 '민주주의간 비적대 가설'(inter-democracy nonaggression hypothesis) 등의 용어를 쓰기도 한다.
칸트 이후 민주평화론은 한동안 평화를 모색하기 위한 이론으로서 당위적 주장이 논의의 주류를 이루며 현실과 동떨어진 이상주의로 비판받았으나, 1960년대 정치학에 통계적 방법론이 도입됨에 따라 연구의 전환점을 맞이하고 새롭게 주목받게 된다. 그러나 가설의 통계적 검증에 있어 '민주주의'나 '전쟁'이라는 개념의 모호성 때문에 그 정의가 학계의 유행에 따라 조작될 수 있다는 비판이 있다.

## 같이 보기
- 고대 그리스
- 민주주의 진흥
- 민주화
- 세계 평화 지수
- 국제관계론
- 옳은 전쟁론
- 세계 평화